# Відмивання грошей
Поняття Брудні гроші (англ. dirty money) і «Відмивання грошей» (англ. money laundering) — терміни, що виникли у США в 30-ті роки XX ст. у зв'язку з прийняттям у країні закону, який забороняв вільний продаж алкогольних напоїв. Одним із негативних наслідків «сухого закону» стала контрабанда алкоголю, доходи від якої вкладалися в розвиток мережі пралень, отримуючи таким чином легальний статус. Відтоді подібного роду операції отримали образну назву «відмивання грошей».

## «Брудні» гроші: суть, походження та основні канали їх відмивання
«Відмивання» грошей — це операція, в процесі якої приховуються походження, призначення грошового платежу.
«Відмивання грошей» — це конверсія, або «очищення» майна, яка бере початок від серйозного злочину з метою приховання джерела його походження.
Слід зазначити, що процес відмивання «брудних» грошей несе загрозу для загальноекономічного розвитку територій та країн, які відмовляються від жорсткого контролю за цим видом міжнародної злочинної діяльності.
Неконтрольований приплив та відплив великого обсягу «брудних» грошей потенційно може зруйнувати національну економіку країни, що їх приймає. Надлишкові потоки готівкових коштів, що потрапляють в обіг, спотворюють попит на готівку, відсоткові ставки і, таким чином, призводять до інфляції. Відплив мільярдів доларів на рік з економічної системи ставить під загрозу не тільки стабільність та розвиток окремих національних економік, а й міжнародної фінансової системи в цілому.
Безпосереднім джерелом одержання «брудних» коштів є тіньова економіка як сукупність неврахованих і протиправних видів економічної діяльності. Вона включає три сегменти:
- «неофіційну» («неформальну», «сіру»);
- «підпільну» («кримінальну», «чорну»);
- фіктивну економіку.

«Неофіційна» економіка — це не заборонені законом легальні види економічної діяльності, в рамках яких мають місце нефіксоване офіційною статистикою виробництво товарів і послуг, приховування цієї діяльності від податків. Така діяльність можлива практично у всіх галузях економіки. Основною причиною її виникнення вважається високий рівень оподаткування, який існує в економіці, як правило, доходи отримані від діяльності в такому правовому полі — це додаткові, тимчасові доходи.
Підпільна економіка — це, як правило, заборонені законом види економічної діяльності, як-то: незаконне виробництво та збут зброї, наркотиків, контрабанда, рекет, злодійство, бандитизм, а також незаконна практика, наприклад практика лікарів без ліцензії, нелегальний гральний бізнес, проституція тощо. Така економіка головним чином має розвиток в рамках злочинних угрупувань.
До «фіктивної» економіки відносять хабарництво та всякого роду шахрайство, пов'язане з отриманням і передачею грошей; сюди ж відносять і діяльність, направлену на одержання необґрунтованого зиску та різного роду пільг економічними агентами на основі організованих корумпованих зв'язків. Основною причиною виникнення такого сектора економіки є прагнення отримати економічними агентами певної вигоди від використання свого службового становища.
Щодо каналів походження «брудних» грошей, то у світовій практиці виділяють такі основні генератори грошових потоків:
1. організовані злочинні угруповання, яким необхідно легалізувати кошти, отримані внаслідок торгівлі наркотичними речовинами, а також внаслідок здійснення іншої злочинної діяльності;
2. терористичні угруповання, які використовують систему відмивання «брудних» грошей для отримання коштів на закупівлю зброї та техніки для ведення військових дій;
3. так звані корумповані чиновники, що отримують «брудні» гроші у формі хабарів, коштів з державних соціальних фондів, а також привласнених позик міжнародних фінансових інституцій, отриманих у рамках фінансової допомоги.[1]

Щодо основних способів відмивання брудних грошей, то можна виділити такі:
- Вивіз готівкових коштів з країни за допомогою кур'єрів чи приховування їх в багажі, для їхньої наступної репатріації через іноземні банки.
- Багатократне зарахування готівкових коштів на розрахунковий рахунок різними фізичними особами.
- Укладання договорів з іноземними компаніями на виконання послуг інформаційного характеру.
- Укладання договорів з приводу купівлі-продажу товарів, яких фактично не існує.
- «Структурування» — штучне дроблення фінансової операції на декілька одиничних, з маленькими сумами. При цьому грошові кошти переказуються використовуючи не тільки банківські установи, а використовуючи поштові відділення, ломбарди тощо. В кінцевому підсумку кошти акумулюються на одному, чи декількох рахунках, з яких вони переказуються на цілком законній підставі в банк іншої країни.
- Фіктивні компанії — державна реєстрація таких компаній як правило відбувається використовуючи підробні, або загублені паспорти, потім на основі зареєстрованого підприємства відкривається банківський розрахунковий рахунок, на якому акумулюються кошти, які згодом переказуються на рахунок іншої компанії, або отримуються в готівковому вигляді.
- Альтернативні банківські системи — це «відмивання» коштів в так званому «золотому трикутнику» (Таїланд, Бірма, Лаос), гроші проходять складний ланцюг осіб які ведуть такий рід бізнесу із покоління в покоління. Така схема отримала назву hawala, при використанні такої схеми кошти взагалі не потрапляють до банківської системи, а отже їх не можливо відстежити.
- Fie chien схема яка існує в Китаї, інколи її називають «система записки», тобто клієнт надає гроші «банкіру» в обмін на які він отримує розписку, яку він може обміняти в іншого «банкіра».
- Псевдоперестрахування — це передання не існуючих ризиків перестраховикам.
- Кіберзлочини. До таких схем належать: підробка платіжних карт, отримання доступу до систем дистанційного банківського обслуговування, фінансові піраміди онлайн, онлайн казино, відмова в обслуговуванні» (DDoS атаки) з метою отримання особистої інформації. Акумульовані таким чином доходи й інформація використовуються для конвертації доходів у товари через інтернет-магазини, перерахунок коштів через безліч платіжних систем, конвертація у валюту та у криптовалюту.[3]

Для оцінювання масштабів відмивання «брудних» грошей розроблено декілька підходів.
Один з них, це так званий підхід «Палермо» (італійський метод), заснований на порівнянні величини заявленого доходу з реальним обсягом купівлі товарів і одержання платних послуг в масштабах країни чи регіону, а також у окремих осіб. Його ще називають методом аналізу руху грошових потоків. Такий метод розглядається як достатньо точний, оскільки він не обмежується підрахунком одних тільки нелегальних доходів, які виникають у результаті контрабанди і торгівлі наркотиками. Він дає змогу з різним ступенем точності встановити верхню межу обсягу відмивання «брудних» грошей. Його суть полягає в аналізі явища так званого надлишку готівки в окремих регіонах країни чи в деяких банках.
Інший, так званий монетаристський підхід виходить з припущення, що в тіньовій економіці оплата і розрахунки здійснюються переважно в готівковій формі. Тому головна увага приділяється аналізу співвідношення між обсягами готівкових коштів і банківськими вкладами до запитання, частці банкнот з високим номіналом у загальному обсязі грошового обігу, а також зміні частки готівкових коштів у загальному обсязі грошового обігу.
Ще одним підходом визнано метод, який безпосередньо спирається на аналіз банківської статистики, зокрема на вивчення даних, які стосуються переливу капіталу, а також платіжних балансів окремих країн.

## Міжнародна протидія відмиванню «брудних» грошей
Проблема тінізації економічних відносин актуальна для всіх без винятку країн світу. Більше того, за даними іноземних експертів, у глобальному масштабі ця проблема має тенденцію до загострення. За оцінками Організації економічного співробітництва і розвитку (ОЕСР), тінізація економіки за останні 5 років зростала щорічно на 6,2 %, а загальне економічне зростання становило у середньому 3,5 %. Ця негативна тенденція входить в антагоністичну суперечність з інтересами довгострокового соціально-економічного розвитку будь-якої країни.
Для протидії відмиванню брудних грошей в 1989 році згідно з рішенням «великої сімки» була створена ФАТФ — міжнародна група з протидії відмиванню брудних грошей, це міжурядова організація. Сьогодні[коли?] до неї входять 31 країна і дві міжнародні організації.[джерело?]
ФАТФ — це міжурядовий орган, метою роботи якого є розвиток і впровадження на міжнародному рівні заходів і стандартів з боротьби щодо відмивання грошей. ФАТФ відслідковує процеси імплементації таких заходів, вивчає способи і техніку відмивання грошей, розробляє превентивні та запобіжні заходи, сприяє загальносвітовій імплементації стандартів боротьби з відмиванням грошей. Виконуючи зазначені функції, ФАТФ плідно співпрацює з багатьма міжнародними організаціями, чия діяльність також спрямована на протидію відмиванню «брудних» грошей.
Спочатку пріоритетом ФАТФ була боротьба з відмиванням доходів, отриманих від торгівлі наркотиками. Сьогодні діяльність ФАТФ має три головних напрямки:
- розширення дію прийнятих нею рекомендацій на всі континенти і регіони земної кулі;
- перевірка того, як виконуються в державах-членах і як впроваджуються в інших державах заходи для боротьби з відмиванням грошей, засновані на 40 рекомендаціях ФАТФ, які є керівництвом до дії;
- відстеження загальносвітових методів і схем відмивання злочинно нажитих капіталів та розробка контрзаходів.

Ключовим документом ФАТФ є рекомендації, які викладені у формі щорічних звітів організації.
Відповідно до звіту за 2006—2007 роки критерії можна поділити на такі групи:
- визнання державами відмивання грошей злочином;
- встановлення кримінальної відповідальності за такі протиправні дії, а також за неповідомлення про них;
- конфіскація отриманих злочинних доходів, а також сприяння іншим країнам у конфіскації таких доходів;
- створення спеціального органу фінансового контролю за сумнівними фінансовими операціями (так званої фінансової розвідки);
- введення обов'язкових вимог до всіх фінансових організацій стосовно ідентифікації своїх клієнтів, виявлення, обліку та повідомлення спеціального органу про сумнівні фінансові операції;
- звільнення від кримінальної відповідальності осіб за умов подання контролюючому органу інформації про сумнівні фінансові операції;
- співпраця з відповідними міжнародними органами та організаціями в боротьбі з відмиванням грошей, у тому числі видача злочинців (екстрадиція).

Одним із напрямків діяльності ФАТФ є визначення так званих некооперативних країн та територій і складання їх переліку, який називають «чорним списком». Хоч включення країни до «чорного списку» і не приводить до застосування санкцій з боку світового співтовариства, однак воно свідчить про ступінь довіри до неї з боку зарубіжних інвесторів. Включення чи виключення з цього списку країни відбувається на засіданнях ФАТФ відповідно до певних критеріїв, визначених цією організацією у 2000 р. і згрупованих у чотири групи:
- «прогалини» у фінансовому регулюванні — наприклад можливість здійснення транзакцій в платіжних системах без відповідної авторизації — тобто не можливість встановлення походження коштів;
- інші перешкоди законодавчого характеру — сюди відносять наприклад не можливість встановлення особи власника компанії;
- перешкоди в міжнародній співпраці — наприклад, законодавча заборона надання інформації міжнародним організаціям, які займаються протидією відмивання коштів, стосовно певних транзакцій.
- неадекватність заходів для протидії відмиванню коштів — нестача, або не належна кваліфікація персоналу, хабарництво тощо.

ФАТФ визначає обсяги тіньової економіки у високо-розвинутих країнах на рівні 17 % ВВП, у країнах, що розвиваються — 40 % ВВП, у країнах з перехідною економікою — понад 20 % ВВП. За даними Світового банку у сфері світової тіньової економіки щорічно виробляється товарів та надається послуг на 8—10 трлн дол. США.
Але проблемами відмивання брудних грошей переймалися і до створення ФАТФ. Так напередодні Першої світової війни (у 1912 р.) була укладена міжнародна Конвенція у справах, пов'язаних з торгівлею опіумом, а в 1931 р. ця Конвенція була замінена новою Конвенцією, яка обмежувала й регулювала виробництво та розподіл у масштабі планети медикаментів, які містять наркотичні речовини.
А після Другої світової війни ініціативу в боротьбі з поширенням наркотиків, а разом з нею і з відмиванням «брудних» грошей, узяла на себе Організація Об'єднаних Націй. Першим кроком у розв'язанні цієї проблеми прийнято вважати Єдину конвенцію Об'єднаних Націй про одурманливі засоби 1961 р., згодом доповнену і змінену Протоколом 1972 р. Доповнення значно розширили перелік одурманливих засобів, які підлягають забороні. До таких разом з опіумом і похідними від нього речовинами були включені синтетичні одурманливі речовини, а також вироби з кокаїну й індійських конопель. Наступним кроком було прийняття Конвенції ООН про психотропні засоби 1971 р., яка значно розширила сферу міжнародного контролю на великий перелік синтетичних наркотиків. Цей документ ратифікували більше 140 держав. Але з розвитком злочинного бізнесу ООН в 1988 р. приймає Віденську конвенцію, яка оголосила «відмивання грошей» міжнародним злочином (ця конвенція ратифікована Україною 27 листопада 1991 р.). Крім визнання відмивання грошей міжнародним злочином, ця конвенція вимагала від країн що її ратифікували введення в законодавчі акти статей про екстрадицію винних у здійсненні такого злочину, а також конфіскацію майна злочинців.
Ще одним міжнародним документом, що регулює питання «відмивання грошей» є «Конвенція у справах про відмивання доходів, отриманих від здійснення злочину, їх виявлення, вилучення і конфіскація», підписана в Страсбурзі 18 листопада 1990 р. Цей документ підготовлений Комітетом експертів Ради Європи і містить 44 статті, які мають обов'язковий характер для держав, що підписали і ратифікували цю Конвенцію. Фахівці з права розцінюють цю угоду як найповніший перелік розпоряджень і правил, який охоплює всі етапи юридичної процедури — від початку розслідування до винесення вироку і конфіскації «брудних» грошей.
Для реалізації положень відповідних конвенцій у структурі ООН було створено відповідні підрозділи.
CICP — Центр з боротьби з міжнародною злочинністю. Це підрозділ ООН, заснований у 1997 р. і відповідальний за боротьбу зі злочинністю і її запобігання, а також за реформу карного права. Особливу увагу Центр приділяє боротьбі з транснаціональною злочинністю, корупцією і незаконним поширенням наркотиків, а також допомозі різним країнам у ратифікації Конвенції стосовно протидії міжнародній злочинності.
ODCCP — Офіс з контролю над наркотиками і запобігання злочинів. Це також підрозділ ООН, центральний офіс якого розташований у Відні. Його основні завдання випливають із назви — це боротьба з нелегальним поширенням наркотиків і з організованою злочинністю, а також з відмиванням грошей, отриманих від цих злочинів. Через цей підрозділ ООН допомагає країнам-членам вводити в себе законодавство проти відмивання грошей, а також розвивати і підтримувати структури, які борються з ним. За допомогою різних програм ОБССР відслідковує й аналізує проблеми, пов'язані з відмиванням грошей, а також виступає посередником між ООН та іншими міжнародними організаціями.
CJIN — Інформаційна мережа з питань злочинності й законності, яка забезпечує важливу базу даних з посиланням на адреси сайтів Інтернету, пов'язаних з карним законом. Також є підрозділом ООН.
Також для протидії злочинності були створені такі міжнародні організації які тісно співпрацюють з ООН.
FOPAC — підрозділ Генерального секретаріату Інтерполу, який займається боротьбою з відмиванням доходів, отриманих злочинним шляхом.
FINCEN — Відділ боротьби з фінансовими злочинами Міністерства фінансів США, створений у 1990 р. для вивчення, аналізу і поширення інформації про фінансові злочини, особливо інформації щодо відмивання грошей, отриманих від поширення наркотиків.

## Україна в боротьбі з відмиванням «брудних» грошей
Передумови поширення тінізації економічних відносин в Україні виникли ще за часів колишнього СРСР. Особливо стрімким було нагромадження тіньових капіталів за роки так званої перебудови (1985—1991 рр.). У результаті зі здобуттям незалежності Україна отримала у спадок вже сформований тіньовий сектор, в якому містилося досить вагоме кримінальне ядро. Існуюча в Радянському Союзі адміністративно-планова економічна система призвела до того, що розрахунки між фізичними та юридичними особами в більшій частині здійснювалися в готівковій формі. На початку 90-х років в пострадянських державах у зв'язку з падінням обсягу валового внутрішнього продукту, негативним зростанням економічних показників і гіперінфляцією гостро стало питання виведення грошових потоків з тіні. Малий і частково середній бізнес були представлені фізичними особами — підприємцями, платниками прибуткового податку з діяла на той час високої (що досягає 40 %) ставкою податку заганяйте бізнес у тінь. Додаткові умови для розвитку тіньової кримінальної діяльності створювали спотворена галузева та регіональна структура економіки, її надмірна монополізація. Позначилися й відчутні помилки у здійсненні реформ, зокрема тих, що стосувалися прискореної лібералізації та приватизаційних процесів, розбудови фінансового сектора.
За підрахунками експертів 55 % українського валового внутрішнього продукту виробляється в тіні, при цьому гроші через бюджет не спрямовуються на соціальні потреби: підтримку вчителів, медиків, пенсіонерів, армії. У країнах Балтії, наприклад, 43 % ВВП розподіляється через бюджет, у Польщі — 49 %, а в Україні через публічні фінанси розподіляється лише 23—29 % внутрішнього валового продукту.
Для зниження рівня тінізації економіки Україна використовувала такі інструменти:
- удосконаленням чинного законодавства, лібералізацією правового поля для підприємства;
- зниженням рівня (з 42,4 % у 1997 р. до 2,3 % у 2003 р.) бартерних операцій;
- підвищенням якості використання бюджетних коштів, зокрема шляхом обмеження не грошових форм розрахунків з бюджетом та заборони бюджетних взаємозаліків, переходом на казначейську форму обслуговування бюджетних операцій;
- подоланням гіперінфляції та забезпеченням надійної грошової стабілізації, позитивних змін у структурі грошової маси зокрема зменшенням кількості грошей, що обертаються поза банками, з 48,9 % у 1997 р. до 35,7 % від грошової маси у 2003 р.;
- здійснення заходів щодо впорядкування системи зайнятості населення, надання субсидій населенню на створення додаткових робочих місць для працевлаштування зареєстрованих безробітних тощо.

Щодо законодавчих важелів, які використовує Україна для протидії відмиванню брудних грошей, то до них можна віднести Кримінальний кодекс, який передбачає карну відповідальність за діяльність, пов'язану з відмиванням доходів, одержаних злочинним шляхом. Важливі механізми протидії отриманню незаконних доходів містить і прийнятий у травні 2002 р. Закон України «Про фінансові послуги та державне регулювання ринку фінансових послуг». На посилення правової основи протидії відмиванню брудних грошей працює і Закон України «Про банки і банківську діяльність». В Україні створений і постійно діє Координаційний комітет з боротьби з організованою злочинністю і корупцією. До його компетенції, крім зазначених у самій назві завдань, входить також боротьба з відмиванням брудних грошей. Також діє ЗУ «Про запобігання та протидію легалізації (відмиванню) доходів, одержаних злочинним шляхом, або фінансуванню тероризму», який встановлює яким чином, якими способами та у яких випадках має здійснюватись моніторинг фінансових операцій. Органом уповноваженим на здійснення таких функцій є Державна служба фінансового моніторингу України.
Українське законодавство закріпило ряд базових принципів, визначених «Сорока рекомендаціями ФАТФ». Але через зволіканням з прийняттям цих принципів Україна 1 вересня 2001 р. була включена до «чорного списку» ФАТФ. Причини щодо включення України були такі:
- Повна відповідність критеріям
  - № 4 — обов'язковий моніторинг усіх фінансових систем,
  - № 8 — відсутність законів з приводу регулювання фінансових інститутів,
  - № 10 — не надання фінансової звітності, щодо підозрілих фінансових операцій,
  - № 11 — не бажання фінансового сектора допомагати відповідним органам з приводу перешкоджання відмивання брудних грошей,
  - № 14 — фіктивні компанії,
  - № 15 — складність визначення власників компаній, їхню особу тощо,
  - № 16 — складність визначення керівного складу компаній,
  - № 23 — участь злочинних угруповань у відмиванні грошей,
  - № 24 — відсутність законів, які б регулювали обмін інформацією між міжнародними правовими організаціями,
  - № 25 — небажання приймати адекватні заходи у відповідь на порушення законодавства.

Підставою для виключення України з «чорного списку» стало
- прийняття Верховною Радою України законів України
  - «Про внесення змін до Закону України по запобіганню протидії легалізації доходів, одержаних злочинним шляхом» від 24 грудня 2002 р. (набув чинності в червні 2003 р.),
  - «Про внесення змін до Кримінального та Кримінально-процесуального кодексу України» від 16 січня 2003 р.,
  - «Про внесення змін до деяких законів України з питань запобігання використання банків та інших фінансових установ з метою легалізації коштів, одержаних злочинним шляхом» від 6 лютого 2003 р.,
- постанови Кабінету Міністрів України «Про утворення у складі Міністерства фінансів України Державного департаменту фінансового моніторингу» від 10 січня 2002 р. № 35, а також затвердженої постановою Кабінету Міністрів України Програми протидії легалізації доходів, одержаних злочинним шляхом, на 2003 р. від 29 січня 2003 р. № 140.[8]

Ці та інші заходи, яких вжили законодавчі та виконавчі гілки влади нашої країни, дали підстави ФАТФ на пленарному засіданні в Парижі в лютому 2003 р. скасувати дію додаткових заходів протидії (санкцій) щодо України.
А у тексті підсумкового документа чергового пленарного засідання ФАТФ у Берліні (16—20 червня 2003 р.) зазначається, що «ФАТФ вітає триваючий прогрес України щодо поліпшення системи боротьби з відмиванням коштів та підтримує Уряд України в його зусиллях у цьому напрямку. Якщо Україна триматиме поточний темп реформування, то її можуть запросити подати Імплементаційний план найближчим часом». Подання Імплементаційного плану боротьби з відмиванням «брудних» грошей в Україні було надіслано на розгляд ФАТФ уже у вересні 2003 р.
На черговій сесії ФАТФ, що відбулася 25—28 лютого 2004 р. в Парижі, Україну було виключено зі списку країн, що не сприяють боротьбі з відмиванням доходів, отриманих злочинним шляхом. Експерти цієї міжнародної організації дали позитивну оцінку діям законодавчої та виконавчої влади України щодо контролю за фінансовими потоками в національній банківській і страховій системах.
Водночас рівень тінізації української економіки і фінансів все ще залишається надто високим. Він суттєво перевищує рівень тінізації економіки країн Центральної Європи. За оцінками Світового банку, в Угорщині рівень тінізації економіки не перевищує 25 % , у Чехії та Словаччині — 18- 19, у Польщі — 27,6 %.